# Luigi Fergola
Luigi Fergola (Napoli, 11 febbraio 1768 – Napoli, 5 gennaio 1835) è stato un disegnatore, pittore e incisore italiano, ufficiale di prima classe del Reale officio topografico del Regno delle Due Sicilie.

## Biografia
Capostipite di una famiglia di artisti, la cui attività si svolge lungo tutto il XIX secolo, ebbe nove figli dalla prima moglie: Teresa Conti, romana, ed il decimo con la seconda moglie Francesca Aquilar.
Tra i figli spiccano Salvatore Fergola, pittore vedutista molto noto ed amato dalla corte dei Borbone di Napoli e Filippo Fergola, incisore calligrafo nell'Officio Topografico di Napoli.
Pittore d'impianto hackertiano, lavorò come incisore presso l'Officio Topografico di Napoli, in quel periodo impegnato nella costruzione dell'Atlante Geografico del Regno di Napoli sotto la guida di Giovanni Antonio Rizzi Zannoni.
Esponente della Scuola di Posillipo, è autore di numerose opere a carattere paesaggistico riguardanti la città di Napoli ed i suoi dintorni.